# Dubrawy (stacja kolejowa)
Dubrawy (biał. Дубравы, ros. Дубравы) – stacja kolejowa w miejscowości Wazgieły, w rejonie mołodeczańskim, w obwodzie mińskim, na Białorusi.